# UVB-76

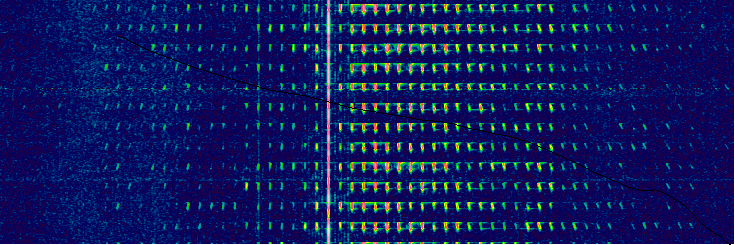
Ett radiospektrum som visar dämpningen av det lägre sidbandet.

UVB-76, även känd som The Buzzer (smeknamn av radioamatörer), är en kortvågsradiostation som sänder på frekvensen 4625 kHz med amplitudmodulation med undertryckt lägre sidband , men har också noterats på frekvenserna 4810 kHz  & 6998 kHz.
Stationen sänder en kort entonig signal, som repeteras ungefär 21–34 gånger per minut, 24 timmar om dygnet, året runt.
Ibland avbryts signalen av ett röstmeddelande på ryska.
Stationen har varit aktiv sedan 1970-talet, när de första rapporterna kom om en station som sände på denna frekvens. Signalen har blivit spårad till Ryssland, men syftet med stationen är okänt för allmänheten och dess verkliga syfte har aldrig officiellt bekräftats.
På grund av misstag av radiolyssnare var anropssignalen UVB-76 inte korrekt, utan korrekt anropssignal var UZB-76.

## Identifiering
Stationen kallas ofta för "The Buzzer" bland engelska radiolyssnare, medan ryska radiolyssnare kallar den för "The Hummer". Dess riktiga namn är inte känt, men röstmeddelandena har angivit namn, vilket kan vara anropssignaler eller någon form av identifiering. 
Stationen identifierade sig som UVB-76, men i september 2010 flyttade stationen och bytte identifikation från UVB-76, till MDZjB (Michail, Dmitrij, Zjenja, Boris). Den 28 december 2015 bytte stationen identitet från MDZjHB till ZjUOS "Zjenja, Uljana, Olga, Sinaida". Från 1 mars 2019 verkar stationen återigen mest använda sig av en ny identifiering, ANVF.
Stationen är emellertid mest känd som och kallas UVB-76 av de flesta, trots flera byten av identifiering för stationen. 
| Anropssignal    | Tidsspann                           |
| --------------- | ----------------------------------- |
| UZB-76 (УЗБ-76) | 1997 – 7 september 2010             |
| MDZjB (МДЖБ)    | 7 september 2010 – 28 december 2015 |
| ZjUOZ (ЖУОЗ)    | 28 december 2015 – 1 mars 2019      |
| ANVF (АНВФ)     | 1 mars 2019 – 30 december 2020      |
| NZjTI (НЖТИ)    | 30 december 2020 – nuvarande        |

## Format
Stationen sänder genom AM och använder ett sidband (SSB) för överföring av signaler. Även båda sidbanden har använts.
Ursprungligen sändes tonen som ett repeterande pip med uppehåll på två sekunder, som ändrades till nuvarande ton i början av 1990-talet.

## Meddelanden
Röstmeddelanden betraktades vara mer eller mindre ovanliga, fram till 2010 när lyssnare rapporterade om ökad aktivitet på frekvensen. Detta beror till stor del på att fler radioamatörer började övervaka frekvensen och att fler var beredda på eventuella röstmeddelanden. Röstmeddelanden och annan aktivitet på frekvensen var något som tidigare kunde missas då färre radioamatörer övervakade sändningarna. 
5 juni 2010 var sändningarna tysta under mer än 24 timmar, men kom åter igång 6 juni. 1 september 2010, avbröts de entoniga signalerna och följdes av några sekunder av den ryska låten Svansjön.
Den 17 oktober 2016 sände The Buzzer minst 18 olika meddelanden på mindre än 24 timmar. Detta bekräftar också att röstmeddelanden numera inte är lika ovanliga som tidigare, främst innan år 2010. 

### Röstmeddelanden
Under oväntade tider, avbryts signalerna av olika röstmeddelanden på ryska. Exempel på vad röstmeddelandena innehåller:
- 24 december 1997: "Ya UVB-76, Ya UVB-76. 180 08 BROMAL 74 27 99 14. Boris, Roman, Olga, Michail, Anna, Larissa. 7 4 2 7 9 9 1 4."[12]
- 9 december 2002: "UVB-76, UVB-76. 62 691 IZAFET 36 93 82 70"
- 11 februari 2006: "UVB-76, UVB-76. 75-59-75-59. 39-52-53-58. 5-5-2-5. Konstantin-1-9-0-9-0-8-9-8-Tatjana-Oksana-Anna-Elena-Pavel-Sjuka. Konstantin 8-4. 9-7-5-5-9-Tatjana. Anna Larisa Uljana-9-4-1-4-3-4-8."

## Lokalisering och funktion
Det har aldrig offentliggjorts av något lands regering vad stationens sändningar har som syfte. En teori som det mest pratas om, är att stationen drivs av den ryska militären, och att de entoniga signalerna används som en markering, för att göra frekvensen oattraktiv.
Den första sändningsstationen kunde 2010 spåras till närheten av Povarovo, Ryssland. Platsen och anropssignalen var okända, fram till det första kända röstmeddelandet som sändes 1997. I september 2010 flyttades sändaren till närheten av Pskov, och detta tros ha varit en del i en omorganisation av Rysslands försvar. Under 2011 utforskades den gamla sändarstationen utanför Povarovo av utövare av urban exploration och dessa ska ha hittat dokument som kopplar stationen till den ryska militären.

## Ovanliga sändningar
Ofta har svaga samtal och olika bakgrundsljud hörts bakom den repeterande signalen, vilket kan betyda att tonerna troligen sänds via en mikrofon och inte matas direkt in i sändaren. Apparaten som genererar den repeterande tonen verkar vara en mekanisk/analog anordning, som är i närheten av mikrofonen. Det är också möjligt att en mikrofon av misstag kan ha varit aktiv vid ett visst tillfälle då ett samtal på ryska hördes den 3 november 2001:
"Я - 143. Не получаю генератор." "Идёт такая работа от аппаратной." ("Jag är 143. Tar inte emot generatorn (oscillator)." "Det där kommer från apparatrummet.")
Den 11 november 2010 sändes ett telefonsamtal av misstag. Samtalet registrerades och spelades in av en lyssnare under en period av 30 minuter, och verkar vara på ryska.